# Stylogyne serpentina
Stylogyne serpentina är en viveväxtart som beskrevs av Carl Christian Mez. Stylogyne serpentina ingår i släktet Stylogyne och familjen viveväxter. Inga underarter finns listade i Catalogue of Life.